# Pergamon
 Der er for få eller ingen kildehenvisninger i denne artikel, hvilket er et problem. Du kan hjælpe ved at angive troværdige kilder til de påstande, som fremføres i artiklen.

Pergamon (oldgræsk: Πέργαμον) var en rig og magtfuld by i oldtidens Grækenland i området Mysien. Den er beliggende 26 kilometer fra det Ægæiske Havs moderne kystlinje på en odde på den nordlige side af floden Caicus (i dag: Bakırçay) og nordvest for den moderne by Bergama, Tyrkiet.
I den hellenistiske periode blev byen hovedsted for Kongeriget Pergamon under Attaliddynastiet i 281-133 f.Kr., som transformerede byen til et vigtigt kulturelt center i den græske verden. Mange ruiner af dens imponerende monumenter kan stadig ses, bemærkelsesværdigt er det velbevarede Pergamon Alter. Pergamon var den nordligste af Asiens 7 kirker, som er beskrevet i Johannes' Åbenbaring i Det Nye Testamente.
Byen er centreret omkring et 335-meter højt mesa af andesit som udformede dens akropolis. Mesaet falder skarp ned mod de nordlige, østlige og vestlige sider, mens tre naturlige terrasser på sydsiden giver en rute til toppen. Vest for akropolis flyder Selinusfloden gennem byen, mens floden Cetius findes mod øst.

## Beliggenhed
Pergamon ligger på den nordlige kant af Caicus-sletten i den historiske region Mysien i det nordvestlige Tyrkiet. Caicus-floden bryder gennem de omkringliggende bjerge og bakker og flyder i en stor kurve mod sydvest.[kilde mangler] Ved foden af bjergkæden mod nord, mellem floderne Selinus og Cetius, finder man Pergamon-mesaen, som rejser sig 335 meter over havets overflade. Byen er beliggende kun 26 kilometer fra havet, men Caicus-sletten er ikke åben mod havet, da den er blokeret af Karadağ-mesaen. Derfor har området karakter af at være indenlands. I de hellenistiske tider fungerede byen Elaia ved Caicus-flodens munding som havneby for Pergamon. Middelhalvsklimaet er også dominerende her, med tørre perioder fra maj til august, typisk for Anatoliens vestlige kyst.[kilde mangler]
Caicus-dalen består mest af vulkanske sten, især andesit, og Pergamon-mesaet er også et større klippefremspring af netop andesit. Mesaet er omkring en kilometer bred og omkring 5,5 kilometer lang fra nord til syd. Den består af en bred, aflang base og en relativ smal øvre top, hvor Akropolis er beliggende. Siden, der vender mod Cetiusfloden, er en skarp klippe, mens siden, der vender mod Selinusfloden, er en smule rå. På den nordlige sider former klippen en 70 meter bred udløber. Sydøst for udløberen, som er kendt som "Dronningens Have", når mesaet sin fulde højde, men brækker skarpt af mod øst. Den øvre by ligger derudover 250 meter mod syd, men er fortsat meget smal, med en brede på kun 150 meter. Ved plateauets sydlige ende falder mesaet gradvist mod øst og syd, breder ud to ca. 350 meter og fortsætter derefter ned sydvest ned mod sletten.[kilde mangler]

## Historie

### Præ-hellenistiske periode
Pergamons bosættelse kan spores så langt tilbage til den arkaiske periode, grundet moderate arkæologiske fund, specielt fragmenter af keramik importeret fra Vesten (især fra det østlige Grækenland og Korinth, som dateres til det sene 8. århundrede f.Kr.). Der kan ikke bevises tidligere bosætninger, omend der dog er fundet stenredskaber fra bronzealderen i det omkringliggende område.
Den tidligste omtale af Pergamon i litterære kilder kommer fra Xenophons Anabasis, da de Titusindes March under Xenophons kommando endte i Pergamon i 400/399 f.Kr. Xenophon, der kalder byen Pergamos, overleverede resten af sine græske tropper (omkring 5.000 mand, ifølge Diodor) til Thibron (en spartansk general), som planlagde en militær ekspedition til de persiske satrapper Tissafernes og Farnabazos 2. i Pergamon i marts 399 f.Kr. På dette tidspunk var Pergamos under kontrol af familien Gongylos fra Eretria (græske, men tjenede det Achæmenidiske Rige), som var flygtet til Anatolien og skaffede sig området fra Xerxes 1. af Persien. Xenophon gæstede hans enke Hellas.
I 362 f.Kr. baserede Orontes 1., Myseins atrap, en opstand mod Perserriget, men blev det blev slået ned. Kun med Alexander den Store blev Pergamon og området fravristet Persiens kontrol. Der er få spor tilbage af den præ-hellenistiske periode, da terrænet i de følgende perioder blev drastisk ændret, og opførelser af brede terrasser betød, at stort set alle tidligere bygninger måtte fjernes. Dele af templet til Athene, såvel som vægge og fundamentet til alteret i Demeters helligdom går tilbage til det 4. århundrede f.Kr.

### Hellenistiske periode
Lysimachos, kongen af Thrakien, overtog byen i 301 f.Kr., men kort efter at hans løjtnant Philetairos havde udvidet byen, kollapsede kongeriget Thrakien i 281 f.Kr., og Philetairos selvstændig hersker og grundlagde Attaliddynastiet. Han familie herskede over Pergamon fra 281-133 f.Kr.: Philetairos fra 281-263; Eumenes 1. fra 263-241; Attalos 1. 241-197; Eumenes 2. fra 197-159; Attalos 2. fra 159-138; Attalos 3. fra 138-133.
Philetairos' domæne var begrænset til området omkring selve byen, men Eumenes 1. havde meget held med at udvide territoriet. Efter skaget om Sardes i 261 mod Antiochos 1., havde Eumenes mulighed for at tilegne sig et område ned mod kysten og en stykke indenlands. Byen blev på den måde center i et territorialt rige, men Eumenes tog ikke en royal titel. Dette "sidste" skridt tog hans efterfølger, Attalos 1., efter at han overvandt Galaterne i 238, som Pergamon ellers havde svoret tillid til under Eumenes. Ikke før betragtes Pergamon-riget som selvstændigt, og riget ville nå sit magt- og territoriale højdepunkt i 188 f.Kr.
Attaliddynastiet blev nogle af Romerrigets mest loyale støtter i det hellenistiske verden. Under Attalos 1. var de allieret med Rom mod Philip 5. af Makedonien i den 1. og 2. Makedonske Krig. Pergamon deltog i den romersk-seleukide krig mod Antiochos 3., og modtog som resultat næsten alle de tidligere seleukidiske territorier i Anatolien ved Freden i Apameia i 188 f.Kr. Eumenes 2. støttede igen romerne i den tredje makedonske krig mod Perseus af Makedonien, men romerne belønnede ikke Pergamon for det. Dette var på baggrund af et rygte om, at Eumenes havde igangsat forhandlinger med Perseus under krigen, og romerne forsøge at erstatte Eumenes 2. med den senere Attalos 2., men Attalos afslog. Efter dette mistede Pergamon sin særstatus med romerne og modtog ikke yderligere territorier fra dem senere.
Ikke desto mindre nåede Pergamon sit højdepunkt på monumental skala under brødrene Eumenes 2. og Attolos 2. Indtil 188 f.Kr. havde riget ikke vokset signifikant siden dens grundlæggelse og dækkede omtrent 21 hektar. Efter dette år blev der opført en massiv bymur, 4 kilometer lang og aflukkede et område på omkring 90 hektar. Attalidernes mål var at opføre det andet Athen, et kulturelt og kunsternisk center i den græske verden. De genopførte akropolis  i Pergamon efter Akropolis i Athen. Epigrafiske dokumenter, der har overlevet, vister, at attaliderne støttede byers vækst ved at sende dygtige kunstnere og eftergive skatter. De tillod at græske byer inden for deres domæne af have en grad af nominal selvstændighed. De sendte gaver til græske kulturcentre som Delfi, Delos og Athen. Pergamons bibliotek var kendt for kun at være overgået af Biblioteket i Alexandria. Pergamon var desuden kendt for et vækstcenter for produktionen af pergament (pergamos betyder "fra Pergamon"), som var brugt i Anatolien længe før byens fremgang. Myten om, at pergament blev opfundet i Pergamon, fordi Ptolemaios-dynastiet havde monopol på papyrus, er ikke sandt. Brødrene Eumenes 2. og Attalos 2. vidste de bedste træk ved Attaliddynastiet: at der var næsten ingen rivalisering eller intriger, hvilket var sjældent blandt de hellenistiske dynastier. Brødrene blev endda sammenlignet med det mytiske brødrepar, Kleobis og Biton.
Da Attalos 3. døde uden arving i 133 f.Kr., afstod han hele Pergamon til Rom. Dette blev dog bestridt af Aristonikos, der hævede at være Attalos 3.'s bror, og anførte en bevæbnet opstand mod romerne med hjælp fra Gaius Blossius, en kendt stoisk filosof. Opstanden opnåede succes i en periode, bl.a. ved at besejre og dræbe den romerske konsul P. Licinius Crassus og hans hær, men blev slået ned af konsul Marcus Perperna. Kongeriget Pergamon blev delt mellem Rom, Pontos og Kappadokien, hvor hoveddelen af domænet blev inkorporeret i den romerske provins Asia. Selve byen Pergamon blev erklæret fri og var kort hovedsæde for provinsen, inden denne titel blev overført til Efesos.

### Den romerske periode
Mithridates 6. af Pontos gjorde byen til sin base i 88 f.Kr. i sin første krig mod Rom, hvor han tabte. Udvikling i byen stagnerede grundet krigen. Hen mod krigens afslutning var byen blevet frataget sine rettigheder og status som en fri by. Det var derefter krævet af Pergamon, at byen skulle betale skat til Rom, akkommodere og levere mænd til den romerske hær, samt flere ejendomme i byen blev konfiskeret. Medlemmer af det pergamesiske aristokrati, specielt Diodoros Pasparos i 70'erne f.Kr., brugte deres egne besiddelser til at holde et godt forhold til Rome, samtidig med at man stod som donere for byens udvikling og vækst. Flere æresinskriptioner indikerer hans arbejde og exceptionelle position i Pergamon på dette tidspunkt.
Byen var fortsat bredt kendt, og Lucullus importerede sine luksusvarer  herfra. Et conventus eksisterede fortsat i byen, der fungerede som sæde for den regionale forsamling. Under kejser Augusts byggede Pergamon det første tempel i kejserkulten i Asia-provinsen og fik bevisningen neocorat. Plinius den ældre referere også til byen som den vigtigste i provinsen, og det lokale aristokrati fortsatte med at række ind i de øverste magtcirkler i det 1. århundrede e.Kr., som Aulus Iulius Quadratus, der var konsul i årene 94 og 105.
Dog var det under kejser Trajan og hans efterfølgere, at en gennemgribende remodellering af byen blev gennemført, med opførslen af en romersk "ny by" ved Akropolis' fod. Byen fik dens anden neocorat fra Trajan i 113/4. Kejser Hadrian opløftede byen til at rangere som metropolis i 123, og rangerede derfor over dets lokale rivaler Efesos og Smyrna. Et ambitiøst byggeprojekt blev udført: enorme templer, et stadion, et teater, et stort forum og et amfiteater blev opført. Dertil blev byens helligdom til Æskulap udvidet og omdannet til et sparesort. Helligdommens berømmelse spredte sig, og blev anset som et af de mest berømte terapeutiske og healende centre i den romerske verden.
I midten af det 2. århundrede var Pergamon en af de største byer i provinsen med omkring 200.000 indbyggere. Galen, antikkens mest kendte læge bortset fra Hippokrates, blev født i Pergamon og modtog undervisning her. I begyndelsen af det 3. århundrede modtog byen sit tredje neocorat fra Caracalla, men nedgang havde allerede sat ind. Under Romerrigets krise i det 3. århundrede kollapserede Pergamons økonomiske styrke helt, og byen blev hårdt ramt af et jordskælv i 262. Byen blev dertil plyndret af goterne kort tid efter. I senantikken oplevede byen begrænset økonomisk fremgang.

### Den byzantinske periode
Byen oplevede gradvis tilbagegang i senantikken, og dets etablerede bykerne trak sig tilbage til sin akropolis, som kejser Konstans 2. havde befæstet. I 663/4 blev byen erobret af de plyndrende arabere fra Rashidun-kalifatet for første gang. Som et resultat af den fortsatte trussel, blev al bosættelse i området trukket ind til kastellet, som var beskyttet af en 6 meter tyk mur bygget af spolie (genbrugte sten fra andre bygningsværker).
I midten af den byzantinske periode var byen en del af Thema Thrakesion, og fra den byzantinske kejser Leo 6.'s tid var den en del af Thema Samos. Der er dokumenteret en tilstedeværelse af et armensk samfund (sandsynligvis flygtninge fra de muslimske overtagelser i Anatolien) i byen i det 7. århundrede, under kejser Philippikos regeringstid (711-713). Pergamon blev igen plyndret i 716 af Maslamas hær. Byen blev genopbygget og genbefæstet efter arabernes belejring af Konstantinopel i 717-718.
Byen led også under Seldsjukkernes angreb i det vestlige Anatolien efter Slaget ved Manzikert i 1071; efter angreb i 1109 og i 1113 blev byen meget hærget og først genopbygget af kejser Manuel 1. Komnenos i ca. 1170. Pergamon blev højest sandsynligt hovedsted i det nyoprettede Thema Neokastra, etableret af Manuel. Under kejser Isak 2. Angelos blev den lokale (kristne) menighed ophævet til et metropolært bispedømme, da det tidligere havde været under bispedømmet Efesos.
Efter erobringen af Konstantinopel i det 4. korstog, blev Pergamon en del af Kejserriget Nikæa. Da kejser Teodoros 2. Laskaris besøgte byen i 1250, og blev vist huset Galen. I stedet så han teatret, som var blevet ødelagt, og kun hvælvingerne over Selinus virkede bemærkelsesværdigt på ham. Attalidernes og romernes bygningsværker var på dette tidspunkt udplyndrede ruiner. Ved de anatoliske beylikers udvidelse blev Pergamon kort efter år 1300 indlemmet i det osmanniske beylik. Den osmanniske sultan Murad 3. fik to store alabaster-urner fra pergamons ruiner til Hagia Sophie i Istanbul.

## Pergamon i myter
Pergamon, som sporede sin grundlæggelse tilbage til Telephos, søn af Herakles, er ikke nævnt i græsk mytologi eller episke fortællinger fra den arkaiske eller klassiske periode. I den Episke Cyklus er området Mysien dog allerede forbundet med Telephos. Han følger et orakel derhen for at søge efter sin mor, og bliver Teuthras' sviger- eller stedsøn og arver hans kongerige Teuthranien, som omfatter området mellem Pergamon og Caicus-flodens udmunding. Telephos nægtede at deltage i den trojanske krig, men hans søn, Eurypylos kæmpede på Trojas side. Materialet er blevet brugt i flere tragedier, som Aischylos' Mysi, Sofokles' Aleadæ og Euripides' Telephos og Auge, men Pergamon ser ikke ud til at have spillet en rolle overhovedet i nogen af dem. Tilpasningerne af myten er dog ikke helt tilpas.